# Deutsche Philosophische Gesellschaft
Die 1917/1918 gegründete Deutsche Philosophische Gesellschaft war ein Verein konservativer Philosophen in der Weimarer Republik und in der Zeit des Nationalsozialismus. Sie bestand bis 1945.

## Vorgeschichte
Ein wichtiger Initiator der Gesellschaft war Bruno Bauch, der als Vertreter der Südwestdeutschen Schule des Neukantianismus eine eigenständige Wertphilosophie vertrat, die einen besonderen Fokus auf den Zusammenhang von Wert und Leben legte. Werte sind danach nicht nur intellektuell zu erfassen, sondern sind besonders im praktischen Leben, im menschlichen Handeln als Weltanschauung in eine Wirklichkeit umzusetzen. Dies umfasst auch den Bereich des Politischen. Um 1900 war die Philosophie noch universell ausgerichtet. Dies änderte sich deutlich mit dem Eintritt in den Ersten Weltkrieg. Träger von Kultur und Werten waren nun für viele national gesinnte Denker nicht mehr die Menschheit als Ganzes, sondern die Nationen, in denen die Individualinteressen gegenüber dem Zweck der Gemeinschaft zurücktreten. In diesem Sinne hielt Bauch 1916 einen Vortrag vor der Staatswissenschaftlichen Gesellschaft zu Jena mit dem Titel Von dem Begriff der Nation. Ein Kapitel zur Geschichtsphilosophie. Dieser als Sonderdruck (Berlin 1916) erschienene Vortrag wurde im gleichen Jahr in den Kant-Studien, bei denen Bauch als Herausgeber tätig war, veröffentlicht und löste durch seinen Inhalt erhebliche Diskussionen aus.
Bauch hatte als Bestimmungsmerkmal der Nation nicht nur die kulturelle Einheit, sondern auch die Abstammungsgemeinschaft betont und hervorgehoben, dass dies auch die Unterscheidung biologischer Merkmale beinhaltet. In diesem Sinne seien die Juden nicht Teil der Volksgemeinschaft, sondern ein ‚Gastvolk‘, denen die Deutschen als ‚Wirtsvolk‘ gegenüberstehen. Bauch äußerte dabei die Befürchtung vor einer fremdvölkischen Belastung, die zu einem Verlust des eigenen Volkscharakters führen könne. Als Konsequenz schlug er eine Anerkennung des Zionismus und damit eine Ausgrenzung der jüdischen Bevölkerung vor. Dieser Aufsatz stieß auf erheblichen Widerspruch der jüdischen Vertreter des Neukantianismus und führte zu kritischen Äußerungen von Hermann Cohen und Ernst Cassirer. Im Ergebnis gab Bruno Bauch seine Tätigkeit für die Kant-Studien auf.

## Gründung
Bauch suchte zunächst eine neue Plattform in der Fichte-Gesellschaft von 1914, einer 1916 in Hamburg entstandenen Sammlungsbewegung, die zum Ziel hatte, den Gemeinschaftsgeist der Deutschen bei Kriegsausbruch zu bewahren. Auf einer Tagung des Philosophischen Ausschusses der Gesellschaft im Mai in Weimar wurde unter Leitung des Bauch-Schülers Arthur Hoffmann ein Arbeitskreis gebildet, der die Herausgabe einer philosophischen Zeitschrift zum Ziel hatte. Anfang 1918 übernahm der Plauener Oberlehrer Horst Engert die Leitung des Projektes. Nachdem eine ausreichende Beteiligung gesichert war, kam es am 21. Mai 1918 zur Gründungsversammlung in Weimar, auf der die Satzung verabschiedet wurde und Hermann Schwarz einen Vortrag über Weltgewissen oder Vaterlandsgewissen hielt. Im Mai erschien auch das erste Heft der Beiträge zur Philosophie des deutschen Idealismus. Eingetragen wurde der Verein in das Vereinsregister des Amtsgerichts Weimar am 2. Dezember 1918. Bei Gründung hatten einige Dozenten ihre Beteiligung an der Zeitschrift zugesagt, darunter Max Hildebert Boehm, aus Berlin der Philosoph und Pädagoge Ferdinand Jakob Schmidt und der Privatdozent Heinrich Scholz aus Breslau, Hermann Schwarz und Bauch, aus Marburg Nicolai Hartmann, Heinz Heimsoeth und Max Wundt, der Heidelberger Privatdozent Arnold Ruge, der Schelling-Forscher Otto Braun aus Münster, die Österreicher Walter Schmied-Kowarzik, Hans Pichler und Alexius Meinong sowie aus der Schweiz Paul Häberlin.
Im Bericht über die Gründungsversammlung wurde als Ziel die „Pflege, Vertiefung und Wahrung der deutschen Eigenart“ genannt. Die Entgegensetzung zur Kant-Gesellschaft kommt in der Betonung zum Ausdruck, dass man nicht wie diese die „Philosophie aller Kulturvölker“ zum Thema habe, sondern sich als „nationale Ergänzung“ betrachte.
„Gegen Rationalismus und Dogmatismus, gegen Materialismus und Relativismus, die alle vier dem deutschen Wesen fremd, ja feind sind, gilt es mit den Waffen reiner und strenger Wissenschaft zu kämpfen für eine deutsche idealistische Wissenschaft, die unser Volk nach den Erschütterungen des gegenwärtigen Weltkrieges nötiger haben wird als je.“
Dem Einwand, dass eine nationale Philosophie keine Allgemeingültigkeit beanspruchen könne, begegnete Bauch mit dem Argument, dass zwischen Genese und Geltung zu unterscheiden sei. Der Idealismus als deutsche Philosophie beruhe auf den besonderen geistigen Fähigkeiten des deutschen Volkes, seine Geltung müsse aber übernational anerkannt werden.

## Weimarer Zeit
Im Oktober 1923 erreichte die Gesellschaft mit 1.200 Mitgliedern ihr Maximum. Die Zahl sank aber Mitte der 1920er Jahre mit der allgemeinen politischen und wirtschaftlichen Stabilisierung auf zirka 600 und hielt sich in der Folgezeit in etwa auf diesem Niveau. Als Ursache für den Rückgang werden verschiedene Aspekte gesehen. Zum einen blieb die Gesellschaft auf vorwiegend philosophische Fragen beschränkt und konnte nicht, wie ursprünglich angestrebt, ihr Spektrum auf übergreifende, praktische Themen ausweiten. Zum anderen entstanden in den 1920er Jahren neue philosophische Bewegungen wie die Existenzphilosophie, die Phänomenologie und der logische Empirismus, die sich von der dem Neukantianismus entstammenden Wertphilosophie distanzierten. Insbesondere Rudolf Carnap sah im Idealismus der Neufichteaner eine Vermischung von philosophischen Fragen mit allgemeinen Lebensproblemen.
Organ des Vereins waren neben den ab 1918 erscheinenden Beiträgen zur Philosophie des deutschen Idealismus die unregelmäßig herausgegebenen Mitteilungen der Deutschen Philosophischen Gesellschaft. In den Beiträgen publizierte Gottlob Frege, der 1919 Mitglied geworden war und in engem Dialog mit seinem Jenaer Kollegen Bauch stand, seine drei letzten Aufsätze über Logische Untersuchungen.
Wirtschaftliche Schwierigkeiten wegen des Mitgliederrückgangs und abnehmender Spenden führten 1927 zu einem Umbruch in der Gesellschaft. Bauch hatte bereits im Mai 1926 die Schriftleitung der Beiträge abgegeben. 1927 wurde der Leipziger Psychologe Felix Krueger zum Vorstandsvorsitzenden gewählt und neben Bauch und Schwarz trat auch der Göttinger Rechtsphilosoph Julius Binder in den Vorstand ein. Zusammen mit den Leipzigern Theodor Litt und Hans Freyer wurde die Gesellschaft nun auf eine breitere philosophische, über den Idealismus hinausgehende Basis gestellt. Statt der Beiträge wurden die Blätter für deutsche Philosophie ab 1928 von Ernst Hugo Fischer und ab 1930 gemeinsam mit Gunther Ipsen herausgegeben. Innerhalb des Vereins wurden nun Ortsgruppen gebildet, um die Mitglieder besser binden zu können. Wichtige Beiträge kamen außerdem von der stärker auf die Fragen der Wirtschaft ausgerichteten Gruppe um Othmar Spann.

## Im Nationalsozialismus
In ihren Mitteilungen (Nr. 10 vom April 1933) bekannte sich die Gesellschaft zur Mitwirkung am Aufbau eines neuen Staates.
„Der jetzt begonnene Aufbau bedarf der deutschen Philosophie. Ihr zweck- und zeitüberlegenes Wesen ist nötig, damit auf deutsche Weise aus den Umwälzungen eine neue Ganzheit von Staat und Volk erwachse, die einheitlich auch das Arbeitswesen umgreift. Gehört doch zum Adel unserer Nation seit Jahrhunderten die ehrfürchtig, mit Mut auf das Ganze gehende Denkart. Wir leben des Glaubens, dass die Ideen die Wirklichkeit des Menschen mitzuformen haben.“
In der Mitgliederversammlung vom Oktober 1933, zu der Adolf Hitler ein Grußwort gesandt hatte, waren Bauch und Hartmann, beides Vertreter der Wertphilosophie, Hauptredner. Bauch sprach dabei von einem „wunderbaren nationalen Umschwung und Aufschwung […] in dem das deutsche Volk sich selbst gefunden und zur Nation zu werden begonnen hat. Ihm ist, so dürfen wir darum hoffen und vertrauen, auch die Sendung beschieden, den pragmatistisch-materialistischen Ungeist von Grund auf zu überwinden. An dieser Sendung mitzuarbeiten und mitzuwirken, ist eines jeden heilige Pflicht und Aufgabe, ganz besonders der deutschen Wissenschaft und vor allem der deutschen Philosophie.“
Ähnlich wie der ihm ablehnend gegenüberstehende Martin Heidegger hatte Bauch die Vorstellung, auf die geistigen Grundlagen der neuen Gesellschaft Einfluss nehmen zu können. 1934 übernahm er den Vorsitz der Gesellschaft, Heimsoeth wurde neuer Schriftleiter der Blätter. In einem Brief an Gerhard Lehmann begrüßte Günther Jacoby dies als Rückkehr zur Wissenschaftlichkeit. In Österreich wurde 1935 eine Deutsche Philosophische Gesellschaft in Wien von Johannes Sauter und Hans Eibl gegründet, die sich erneut stark an Othmar Spann orientierte. Bauch begrüßte zwar die Rassenbiologie und damit die Rassenpolitik der Nationalsozialisten im Sinne einer Zuchtwahl und Auslese, war aber kein unmittelbarer Antisemit. Dies kommt zum Beispiel darin zum Ausdruck, dass er sich für das Verbleiben von Richard Hönigswald im Amt einsetzte, während Heidegger sich gegen jenen aussprach. Der erhoffte Einfluss der Gesellschaft auf die Politik stellte sich jedoch nicht ein. Die enger mit dem Nationalsozialismus verbundenen Philosophen Alfred Baeumler und Ernst Krieck sahen zu große Differenzen zur Ideologie des Nationalsozialismus in der bei Bauch immer noch dominierenden Orientierung an Fichte. Ein von Ferdinand Weinhandl erstelltes Gutachten des Reichserziehungsministeriums stellte 1937 fest, dass der Verein bestenfalls als Vorstufe für eine künftige nationalsozialistische Gesellschaft für Philosophie zu betrachten sei. Aufgrund der fehlenden Resonanz sanken die Mitgliederzahlen auf 448 im April 1936 und 401 im April 1942.  Dennoch wurde der Verein weiter unterstützt, um das internationale Ansehen des Nationalsozialismus zu fördern.
Nach dem Tod Bauchs 1942 übernahm Arnold Gehlen den Vorstand in der Gesellschaft. Mit Untergang des nationalsozialistischen Staates erlosch im Mai 1945 auch die Deutsche Philosophische Gesellschaft.